# Высшетарасовка
Высшетара́совка
(укр. Вищетарасівка) — село,
Высшетарасовский сельский совет,
Никопольский район,
Днепропетровская область,
Украина.
Код КОАТУУ — 1225482501. Население по переписи 2024 года составляло 3052 человек.
Является административным центром Высшетарасовского сельского совета, в который не входят другие населённые пункты.

## Географическое положение
Село Высшетарасовка находится на правом берегу Каховского водохранилища (Днепр),
выше по течению на расстоянии в 5 км расположено село Червоноднепровка (Запорожский район),
ниже по течению на расстоянии в 7 км расположено село Новокаменка,
на противоположном берегу — село Благовещенка (Каменско-Днепровский район).
Через село проходит автомобильная дорога Т-0435.

## История
- На территории села обнаружено поселение эпохи поздней бронзы и раннеславянское поселение Черняховской культуры.
- Село Высшетарасовка основано в 1740 году запорожскими казаками.

## Экономика
- АФ «Борисфен».
- ФГ «Мацько».
- Отделение ОАО «Томаковская райсельхозхимия».

## Объекты социальной сферы
- Школа.
- КУ «Вышетарасовский психоневрологический интернат» ДОР.
- 1 детский сад.
- Музыкальная школа.
- Больница.
- Клуб.
- Дом культуры.
- Футбольная команда.

## Известные люди
- Анохин Александр Пантелеевич (1930—2004) — советский военачальник, генерал-лейтенант, родился в селе Высшетарасовка.
- Артёменко Юрий Ильич (1906—1948) — участник Великой Отечественной войны, Герой Советского Союза, гвардии подполковник, родился в селе Высшетарасовка.
- Кравченко Василий Иванович (1924—1982) — участник Великой Отечественной войны, Герой Советского Союза, родился в селе Высшетарасовка.